# Colobothea guatemalena
Colobothea guatemalena es una especie de escarabajo longicornio del género Colobothea, categorizada en la tribu Colobotheini, de la subfamilia Lamiinae. Fue descrita por Bates en 1881.

## Descripción
Mide 8-14,8 mm de longitud.

## Distribución
Se distribuye por Belice, Guatemala, Honduras y México.